# Lago de Montsalvens
O Lago de Montsalvens é um lago artificial localizado no Cantão de Fribourg, Suíça. O reservatório deste lago tem uma capacidade de 12,6 milhões de m³ e ocupa uma área de 0,74 km².
O Lago está localizado junto do Passo de Montanha Jaun, entre as aldeias de Broc e Charmey.
O Grande Conselho do cantão de Fribourg decidiu a construção desta barragem em 17 e 18 de Maio de 1918. Em 1920, a construção foi concluída e em 1921 o reservatório cheio, pela primeira vez.